# Рошца
Рошца је насеље у општини Даниловград у Црној Гори. Према попису из 2003. било је 111 становника (према попису из 1991. било је 158 становника).

## Демографија
У насељу Рошца живи 93 пунолетна становника, а просечна старост становништва износи 43,2 година (40,6 код мушкараца и 46,1 код жена). У насељу има 43 домаћинства, а просечан број чланова по домаћинству је 2,58.
Ово насеље је углавном насељено Црногорцима (према попису из 2003. године), а у последња три пописа, примећен је пад у броју становника.
|  |

| Демографија | Демографија | Демографија |
| Година      | Становника  | Становника  |
| ----------- | ----------- | ----------- |
|             |             |             |
|             |             |             |
|             |             |             |
|             |             |             |
| 1948.       | 238         |             |
| 1953.       | 314         |             |
| 1961.       | 397         |             |
| 1971.       | 299         |             |
| 1981.       | 196         |             |
| 1991.       | 158         | 153         |
| 2003.       | 112         | 111         |
|             |             |             |

| Етнички састав према попису из 2003.‍ | Етнички састав према попису из 2003.‍ | Етнички састав према попису из 2003.‍ | Етнички састав према попису из 2003.‍ | Етнички састав према попису из 2003.‍ |
| ------------------------------------ | ------------------------------------ | ------------------------------------ | ------------------------------------ | ------------------------------------ |
|                                      |                                      |                                      |                                      |                                      |
| Црногорци                            | Црногорци                            |                                      | 87                                   | 78,37%                               |
| Срби                                 | Срби                                 |                                      | 12                                   | 10,81%                               |
| Хрвати                               | Хрвати                               |                                      | 1                                    | 0,90%                                |
| непознато                            | непознато                            |                                      | 8                                    | 7,20%                                |

| Година пописа     | 1948. | 1953. | 1961. | 1971. | 1981. | 1991. | 2003. |
| ----------------- | ----- | ----- | ----- | ----- | ----- | ----- | ----- |
| Број домаћинстава | 63    | 94    | 117   | 77    | 56    | 60    | 43    |

| Број чланова      | 1  | 2  | 3  | 4 | 5 | 6 | 7 | 8 | 9 | 10 и више | Просек |
| ----------------- | -- | -- | -- | - | - | - | - | - | - | --------- | ------ |
| Број домаћинстава | 43 | 15 | 12 | 5 | 6 | 2 | 2 | 0 | 0 | 0         | 1      |

| Пол    | Укупно | Неожењен/Неудата | Ожењен/Удата | Удовац/Удовица | Разведен/Разведена | Непознато |
| ------ | ------ | ---------------- | ------------ | -------------- | ------------------ | --------- |
| Мушки  | 49     | 21               | 26           | 1              | 1                  | 0         |
| Женски | 45     | 8                | 25           | 10             | 2                  | 0         |
| УКУПНО | 94     | 29               | 51           | 11             | 3                  | 0         |

| Пол    | Укупно                    | Пољопривреда, лов и шумарство | Рибарство                            | Вађење руде и камена | Прерађивачка индустрија       |
| ------ | ------------------------- | ----------------------------- | ------------------------------------ | -------------------- | ----------------------------- |
| Мушки  | 24                        | 0                             | 0                                    | 0                    | 3                             |
| Женски | 9                         | 0                             | 0                                    | 0                    | 0                             |
| УКУПНО | 33                        | 0                             | 0                                    | 0                    | 3                             |
| Пол    | Производња и снабдевање   | Грађевинарство                | Трговина                             | Хотели и ресторани   | Саобраћај, складиштење и везе |
| Мушки  | 7                         | 2                             | 1                                    | 0                    | 3                             |
| Женски | 2                         | 0                             | 1                                    | 2                    | 0                             |
| УКУПНО | 9                         | 2                             | 2                                    | 2                    | 3                             |
| Пол    | Финансијско посредовање   | Некретнине                    | Државна управа и одбрана             | Образовање           | Здравствени и социјални рад   |
| Мушки  | 0                         | 0                             | 3                                    | 0                    | 0                             |
| Женски | 0                         | 0                             | 0                                    | 1                    | 1                             |
| УКУПНО | 0                         | 0                             | 3                                    | 1                    | 1                             |
| Пол    | Остале услужне активности | Приватна домаћинства          | Екстериторијалне организације и тела | Непознато            | Непознато                     |
| Мушки  | 0                         | 0                             | 0                                    | 5                    | 5                             |
| Женски | 0                         | 0                             | 0                                    | 2                    | 2                             |
| УКУПНО | 0                         | 0                             | 0                                    | 7                    | 7                             |